# Copa Mundial de Dubái
La Copa Mundial de Dubái (en inglés: Dubai World Cup) es una carrera de caballos purasangre disputada desde 1996 en Dubái, Emiratos Árabes Unidos. Es la que mayor premio reparte en todo el mundo; en 2015 repartió en premios 10 millones de dólares. Desde 2010 se disputa en el Hipódromo de Meydan (anteriormente se corría en el Hipódromo Nad Al Sheba).

## Historial
El argentino (con campaña en Uruguay) Invasor fue el primer caballo sudamericano en ganar esta carrera en el año 2007.
El pañameño Alex Solís fue el primer jockey latino en ganar esta prueba en el año 2004.
En 2012, Chantal Sutherland fue la primera jockey mujer en correr la Copa Mundial de Dubái.

## Ganadores
| Año  | Ganador            | País Caballo | Edad | Jockey                   | Entrenador         | País Entrenador | Propietario                        | País    | Tiempo  |
| ---- | ------------------ | ------------ | ---- | ------------------------ | ------------------ | --------------- | ---------------------------------- | ------- | ------- |
| 2023 | Ushba Tesoro       | JPN          | 6    | Yuga Kawada              | Noboru Takagi      | JPN             | Ryotokuji Kenji Holdings Co., Ltd. | JPN     |         |
| 2022 | Country Grammer    | USA          | 5    | Frankie Dettori          | Bob Baffert        | USA             | Zedan Racing                       | KSA     |         |
| 2021 | Mystic Guide       | USA          | 4    | Luis Saez                | Michael Stidham    | USA             | Godolphin Racing                   | UAE     |         |
| 2019 | Thunder Snow       | IRE          | 5    |                          |                    |                 |                                    |         |         |
| 2018 | Thunder Snow       | IRE          | 4    | Christophe Soumillon     | Saeed bin Suroor   | UAE             | Godolphin Racing                   | UAE     | 2:01.38 |
| 2017 | Arrogate           | USA          | 4    | Mike Smith               | Bob Baffert        | USA             | Juddmonte Farms, Inc               | KSA     | 2:02.15 |
| 2016 | California Chrome  | USA          | 5    | Víctor Espinoza (jinete) | Art Sherman        | USA             | California Chrome LLC              | USA     | 2:01.83 |
| 2015 | Prince Bishop      | IRE          | 8    | William Buick            | Saeed bin Suroor   | UAE             | Hamdan bin Mohammed Al Maktoum     | UAE     | 2:03.24 |
| 2014 | African Story      | GB           | 7    | Silvestre de Sousa       | Saeed bin Suroor   | UAE             | Godolphin Racing                   | UAE     | 2:01.61 |
| 2013 | Animal Kingdom     | USA          | 5    | Joel Rosario             | Graham Motion      | USA             | Arrowfield Stud & Team Valor       | AUS/USA | 2:03.21 |
| 2012 | Monterosso         | GB           | 5    | Mickael Barzalona        | Mahmood Al Zarooni | UAE             | Godolphin Racing                   | UAE     | 2:02.67 |
| 2011 | Victoire Pisa      | JPN          | 4    | Mirco Demuro             | Katsuhiko Sumii    | JPN             | Yoshimi Ichikawa                   | JPN     | 2:05.94 |
| 2010 | Glória de Campeão  | BRA          | 7    | T. J. Pereira            | Pascal Bary        | FRA             | Stud Estrela Energia               | BRA     | 2:03.83 |
| 2009 | Well Armed         | USA          | 6    | Aaron Gryder             | Eoin G. Harty      | USA             | WinStar Farm LLC                   | USA     | 2:01.01 |
| 2008 | Curlin             | USA          | 4    | Robby Albarado           | Steve Asmussen     | USA             | Stonestreet/Midnight Cry Stables   | USA     | 2:00.15 |
| 2007 | Invasor            | ARG/\|URU    | 5    | Fernando Jara            | Kiaran McLaughlin  | USA             | Shadwell Stable                    | USA     | 1:59:97 |
| 2006 | Electrocutionist   | USA          | 5    | Frankie Dettori          | Saeed bin Suroor   | UAE             | Godolphin Racing                   | UAE     | 2:01.32 |
| 2005 | Roses in May       | USA          | 5    | John Velazquez           | Dale L. Romans     | USA             | Ken & Sarah Ramsey                 | USA     | 2:02.17 |
| 2004 | Pleasantly Perfect | USA          | 6    | Alex Solís               | Richard Mandella   | USA             | Diamond A Racing Corp.             | USA     | 2:00.24 |
| 2003 | Moon Ballad        | IRE          | 4    | Frankie Dettori          | Saeed bin Suroor   | UAE             | Godolphin Racing                   | UAE     | 2:00.48 |
| 2002 | Street Cry         | IRE          | 4    | Jerry Bailey             | Saeed bin Suroor   | UAE             | Godolphin Racing                   | UAE     | 2:01.18 |
| 2001 | Captain Steve      | USA          | 4    | Jerry Bailey             | Bob Baffert        | USA             | Michael E. Pegram                  | USA     | 2:00.40 |
| 2000 | Dubai Millennium   | GB           | 4    | Frankie Dettori          | Saeed bin Suroor   | UAE             | Godolphin Racing                   | UAE     | 1:59.50 |
| 1999 | Almutawakel        | GB           | 4    | Richard Hills            | Saeed bin Suroor   | UAE             | Hamdan Al Maktoum                  | UAE     | 2:00.65 |
| 1998 | Silver Charm       | USA          | 4    | Gary Stevens             | Bob Baffert        | USA             | Bob & Beverly Lewis                | USA     | 2:00.00 |
| 1997 | Singspiel          | IRE          | 5    | Jerry Bailey             | Michael Stoute     | GB              | Sheikh Mohammed                    | UAE     | 2:01.91 |
| 1996 | Cigar              | USA          | 6    | Jerry Bailey             | William I. Mott    | USA             | Allen E. Paulson                   | USA     | 2:03.84 |